# Mary i kwiat czarownicy
Mary i kwiat czarownicy (jap. メアリと魔女の花 Meari to majo no hana) – japoński film animowany z 2017 roku, którego reżyserem jest Hiromasa Yonebayashi. Produkcją filmu zajął się Yoshiaki Nishimura, założyciel Studia Ponoc, natomiast dystrybutorem jest Tōhō. Jest to pierwszy film fabularny Studia Ponoc, oparty na książce The Little Broomstick autorstwa Mary Stewart z 1971 roku.
Film opowiada historię dziewczynki o imieniu Mary Smith, która znajduje „fly-by-night”, tajemniczy kwiat, który może dać jej moc stania się czarownicą tylko na jedną noc. Film został wydany w Japonii 8 lipca 2017 roku.

## Obsada
Mary Smith
Seiyū: Hana Sugisaki 
Peter
Seiyū: Ryūnosuke Kamiki 
Madam Mumblechook
Seiyū: Yūki Amami 
Doktor Dee
Seiyū: Fumiyo Kohinata 
Charlotte
Seiyū: Shinobu Ōtake 
Panna Banks
Seiyū: Eri Watanabe 
Zebeedee
Seiyū: Ken’ichi Endō 
Ruda czarownica
Seiyū: Hikari Mitsushima 

## Produkcja

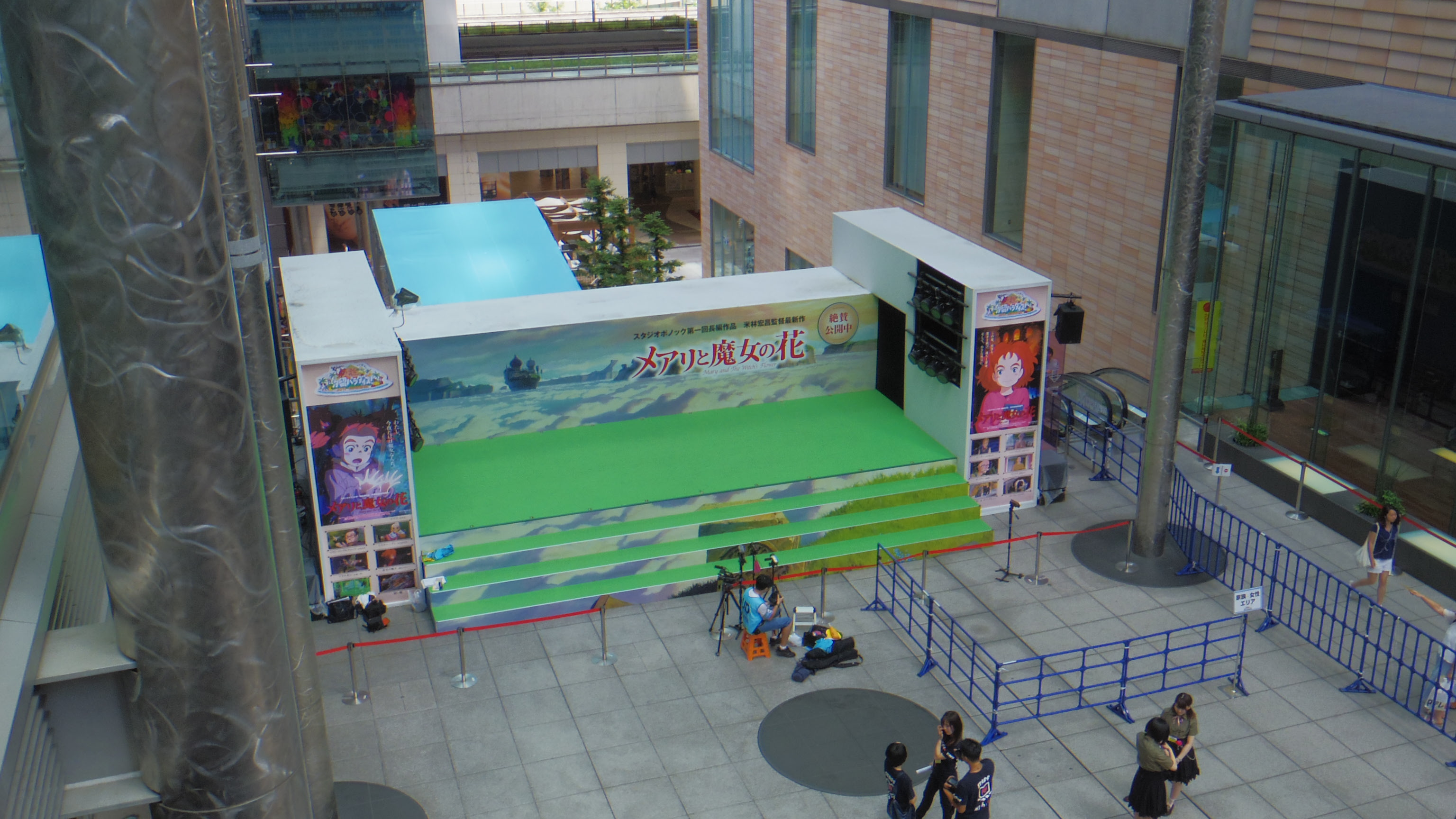
Konferencja prasowa z 15 grudnia 2016

15 grudnia 2016 roku Yonebayashi i Nishimura odbyli konferencję prasową. Yonebayashi, który wcześniej pracował z Ghibli przy filmach Marnie. Przyjaciółka ze snów i Tajemniczy świat Arrietty, powiedział, że to będzie pierwszy film od opuszczenia Studia Ghibli. Obsada aktorska została ogłoszona przez Yonebayashiego 13 kwietnia 2017 roku.

### Muzyka
Za ścieżkę dźwiękową do filmu Mary i kwiat czarownicy odpowiada kompozytor Muramatsu Takatsugu, który także stworzył muzykę do poprzedniego filmu Yonebayashiego – Marnie. Przyjaciółka ze snów. Joshua Messick, jeden z lepiej znanych graczy na cymbałach, uczestniczył w nagrywaniu partytury.
Utworem przewodnim filmu jest „Rain” w wykonaniu Sekai no Owari.

## Dystrybucja
W Japonii film dystrybuowany był przez Tōhō w 458 kinach od 8 lipca 2017 roku. Altitude Film Sales ogłosił na Międzynarodowym Festiwalu Filmowym w Berlinie, że nabył prawa do rozpowszechniania filmu w Wielkiej Brytanii, podczas gdy Madman Entertainment zajął się dystrybucją w Australii i Nowej Zelandii z przedpremierowym pokazem 5 listopada 2017 roku na Madman Anime Festival w Melbourne. GKIDS był dystrybutorem w Ameryce Północnej, pokazując go w kilku kinach 18 stycznia 2018 roku, a następnie w szerszej dystrybucji od 19 stycznia.
W Polsce film dostępny jest od 3 lutego 2019 roku przez serwisy VOD.